# Philtraea utahensis
Philtraea utahensis là một loài bướm đêm trong họ Geometridae.